# Sternangustum brunneum
Sternangustum brunneum là một loài bọ cánh cứng trong họ Cerambycidae.